# 徳川三千子
徳川 三千子（とくがわ みちこ、1936年（昭和11年）8月6日 - ）は、尾張徳川家第21代当主・徳川義宣の夫人。父は徳川義知。母は徳川正子。伯母は雍仁親王妃勢津子。

## 生涯
尾張徳川家第20代当主・徳川義知と徳川正子の長女として生まれる。その後、堀田正恒の六男・堀田正祥（後に徳川義宣と改名）と結婚し、徳川義知の婿養子にして尾張徳川家の家督を相続した。
1958年（昭和33年）に長女・紹子を出産。1961年（昭和36年）に長男・義崇を出産。長男の義崇は後に尾張徳川家の家督を相続した。夫・義宣は堀田家出身のため、尾張徳川家の血を引く三千子が長男の義崇を出産し家督を相続したため、尾張徳川家の血縁をつなげることができた。